# باكينو
باكينو (بالإيطالية: Pachino)‏ هي بلدية في مقاطعة سرقوسة في صقلية الإيطالية.

## المناخ
يظهر الجدول التالي التغييرات المناخية على مدار السنة لباكينو:
| البيانات المناخية لـباكينو        | البيانات المناخية لـباكينو | البيانات المناخية لـباكينو | البيانات المناخية لـباكينو | البيانات المناخية لـباكينو | البيانات المناخية لـباكينو | البيانات المناخية لـباكينو | البيانات المناخية لـباكينو | البيانات المناخية لـباكينو | البيانات المناخية لـباكينو | البيانات المناخية لـباكينو | البيانات المناخية لـباكينو | البيانات المناخية لـباكينو | البيانات المناخية لـباكينو |
| الشهر                             | يناير                      | فبراير                     | مارس                       | أبريل                      | مايو                       | يونيو                      | يوليو                      | أغسطس                      | سبتمبر                     | أكتوبر                     | نوفمبر                     | ديسمبر                     | المعدل السنوي              |
| --------------------------------- | -------------------------- | -------------------------- | -------------------------- | -------------------------- | -------------------------- | -------------------------- | -------------------------- | -------------------------- | -------------------------- | -------------------------- | -------------------------- | -------------------------- | -------------------------- |
| متوسط درجة الحرارة الكبرى °م (°ف) | 15 (59)                    | 15 (59)                    | 16 (61)                    | 22 (72)                    | 24 (75)                    | 29 (84)                    | 32 (90)                    | 32 (90)                    | 28 (82)                    | 26 (79)                    | 21 (70)                    | 17 (63)                    | 21 (70)                    |
| متوسط درجة الحرارة الصغرى °م (°ف) | 9.5 (49.1)                 | 9.5 (49.1)                 | 14 (57)                    | 16 (61)                    | 18 (64)                    | 22 (72)                    | 24 (75)                    | 26 (79)                    | 23 (73)                    | 20 (68)                    | 16 (61)                    | 12 (54)                    | 15.5 (59.9)                |
| متوسط أيام هطول الأمطار           | 5                          | 5                          | 5                          | 4                          | 2                          | 0                          | 0                          | 0                          | 2                          | 4                          | 6                          | 6                          | 39                         |
| المصدر: Weatherbase               |                            |                            |                            |                            |                            |                            |                            |                            |                            |                            |                            |                            |                            |

## السكان
في سنة 1861 بلغ عدد السكان 4٬527 نسمة، وتطور العدد ليصل في سنة 2011 لـ 22٬068 نسمة.
يظهر هذا المخطط البياني تطور النمو السكاني لـ باكينو

## توأمة
لباكينو اتفاقيات توأمة مع:
- بيال/بيان